# Volvo 780
Der Volvo 780 wurde als eine Coupé-Version der 700er Serie des schwedischen Autoherstellers Volvo gebaut.

## Modellgeschichte
Der Wagen wurde im März 1985 auf dem Genfer Automobilsalon als mittelbarer Nachfolger des bis Frühjahr 1982 produzierten Volvo 262C vorgestellt und bei Bertone in Italien bis September 1990 gefertigt. Nach Angaben von Volvo wurden 8518 Stück hergestellt.
Der Volvo 780 war der Coupé-Ableger des Volvo 760 und wurde in erster Linie für den US-amerikanischen Markt produziert. Offizielle Märkte in Europa waren die Schweiz, Österreich, Spanien und Italien. In Deutschland und etlichen Märkten war der 780 dagegen offiziell nicht erhältlich, da Volvo bei einem angepeilten Verkaufspreis von seinerzeit etwa 90.000 DM keine Marktchancen für das Fahrzeug sah. Zudem erreichte der nur 108 kW (147 PS) starke PRV-Motor mit Drei-Wege-Katalysator, der zumeist im 780 verbaut wurde, hinsichtlich Laufkultur und Leistung nicht das in dieser Preisklasse übliche Niveau. Dazu trug auch das automatische Vierganggetriebe bei. Einige Exemplare erreichten über den grauen Markt und später als Gebrauchtwagen Deutschland.
Der seltener bestellte Vierzylinder-Turbo-Motor war mit einem Hubraum von 2,0 und 2,3 Litern erhältlich. Er war in den Grundstrukturen baugleich, wurde aber mit unterschiedlichen Ladedruckregelungen sukzessive in verschiedenen Leistungsstufen angeboten. Für ihn war auch ein Viergangschaltgetriebe mit Overdrive erhältlich. Zuletzt verfügte die 2,0-Liter-16V-Maschine mit der Bezeichnung B204GT über 145 kW, war aber nur in Italien ohne Katalysator und ohne Aktivkohlefilter erhältlich. Bei den Turbo-Versionen war die Laufkultur ebenfalls nicht mit anderen Modellen dieser Klasse vergleichbar. Eine während der Produktionszeit für Coupés noch einmalige Motorvariante war der 2,4-Liter-Sechszylinder-Turbodiesel (D24TIC) mit einer gegenüber dem 760 um 17 PS gesteigerten Leistung von 95 kW (129 PS). Er wurde von VW zugekauft und war ursprünglich für den Einsatz im VW LT konzipiert worden. Diese Version wurde überwiegend in Spanien und Italien angeboten, ebenso wie die in Italien aus steuerlichen Gründen dort bevorzugten 2,0-Liter-Benzinmotoren.
Technisch basierte der 780 auf dem Volvo 760, das äußere Erscheinungsbild sowie das Interieur mit Holzvertäfelung dagegen wurden von Bertone entworfen. Einzigartig war damals die 4-Kanal-Stereoanlage mit einem elektronischen 7-Band-Grafik-Equalizer und 120-Watt-Verstärker. Als 1987 der überarbeitete Volvo 760 mit Multilink-Hinterachse auf den Markt kam, wurde diese Konstruktion ebenfalls für den Volvo 780 übernommen. Im letzten Baujahr 1990 erhielt der 780 zusätzlich noch eine Differenzialsperre.

## Motoren
| Typ         | Aufladung  | Hubraum | Zylinder | Leistung                | Motorkennung | Anmerkungen                              |
| ----------- | ---------- | ------- | -------- | ----------------------- | ------------ | ---------------------------------------- |
| Ottomotor   | keine      | 2,85 l  | V6       | 108–125 kW (147–170 PS) | B280E, B280F | PRV-Motor F mit G-Kat                    |
| Ottomotor   | Turbolader | 2,0 l   | Reihe 4  | 118 kW (160 PS)         | B200ET       |                                          |
| Ottomotor   | Turbolader | 2,0 l   | Reihe 4  | 147 kW (200 PS)         | B204GT       | mit bleiresistenter Lambdasonde ohne Kat |
| Ottomotor   | Turbolader | 2,3 l   | Reihe 4  | 121 kW (165 PS)         | B230FT       | mit G-Kat                                |
| Ottomotor   | Turbolader | 2,3 l   | Reihe 4  | 140 kW (190 PS)         | B230FT       | mit Turbo Plus Kit mit G-Kat             |
| Dieselmotor | Turbolader | 2,4 l   | Reihe 6  | 95 kW (129 PS)          | D24TIC       |                                          |

## Der Volvo 780 als Gebrauchtfahrzeug
Das Angebot des Volvo 780 auf dem Gebrauchtwagenmarkt ist nicht sehr groß, zumal ungefähr die Hälfte der Produktion in die Vereinigten Staaten ausgeführt wurde (meist 2,3-Liter-Vierzylinder- und 2,8-Liter-Sechszylindermodelle). Ersatzteile, insbesondere für die bei Bertone gefertigte Karosserie und das Interieur, sind von Volvo noch erhältlich, die Bertone-Teile allerdings zu sehr hohen Preisen. Von den Antriebsaggregaten abgesehen sind fast keine Ersatzteile mit den 760ern identisch; im Innenraum bis auf ein paar Schalter überhaupt nichts. Nach „CLASSIC-DATA“ überschreiten 780er im Zustand „2“ 15.000 Euro, jedoch hat die Bewertung, die von Angebotspreisen einiger Anbieter in Deutschland und den Niederlanden abhängig gemacht wird, nur wenig mit den real am Markt zu erzielenden Preisen gemein. Olditax bezifferte den Preis eines 780 in gutem, aber nicht herausragenden Zustand im Jahr 2010 mit 10.000 Euro. Wer ein solches Fahrzeug sucht, sollte sich in Italien, der Schweiz, in Spanien, in Frankreich und auch in den Niederlanden, Belgien, Luxemburg umsehen – und natürlich auch in Schweden. Fahrzeuge aus den USA sind grundsätzlich mit Aktivkohlefilter und Katalysator ausgestattet, sodass man mit der Zulassung als Euro-1-Fahrzeug in Deutschland die grüne Umweltplakette erhält.
Im Vergleich zu seinem Vorgänger ist der 780 weniger rostanfällig. Während der 262 komplett bei Bertone gebaut wurde und aufgrund der schlechteren Hohlraumkonservierung als rostanfällig galt, wurde der 780 in Teilen von Schweden nach Italien geliefert und dort komplettiert. Trotzdem ist im Unterschied zu den in Schweden komplett gefertigten Modellen eine gewisse Rostanfälligkeit zu erkennen, insbesondere im Bereich der hinteren Chromverblendung und am hinteren Scheibenrahmen.
Für Fahrzeuge der ersten Motorengeneration (Benziner und Diesel) gibt es für Deutschland keine Umweltplakette, ebenso nicht für spätere Modelle ohne Katalysator. Bei den Fahrzeugen, die bereits eine Lambda-Sonde besitzen (2,0 Liter-Vierzylindermodelle), kann ein Katalysator nachgerüstet werden. Zusammen mit dem noch einzubauenden Aktivkohlefilter ist ein Eintrag in den Brief möglich (Euro 1, Euro 2), da es zugelassene Fahrzeuge aus der 740er Reihe mit identischem Motor und Katalysator am deutschen Markt gibt.

## Galerie

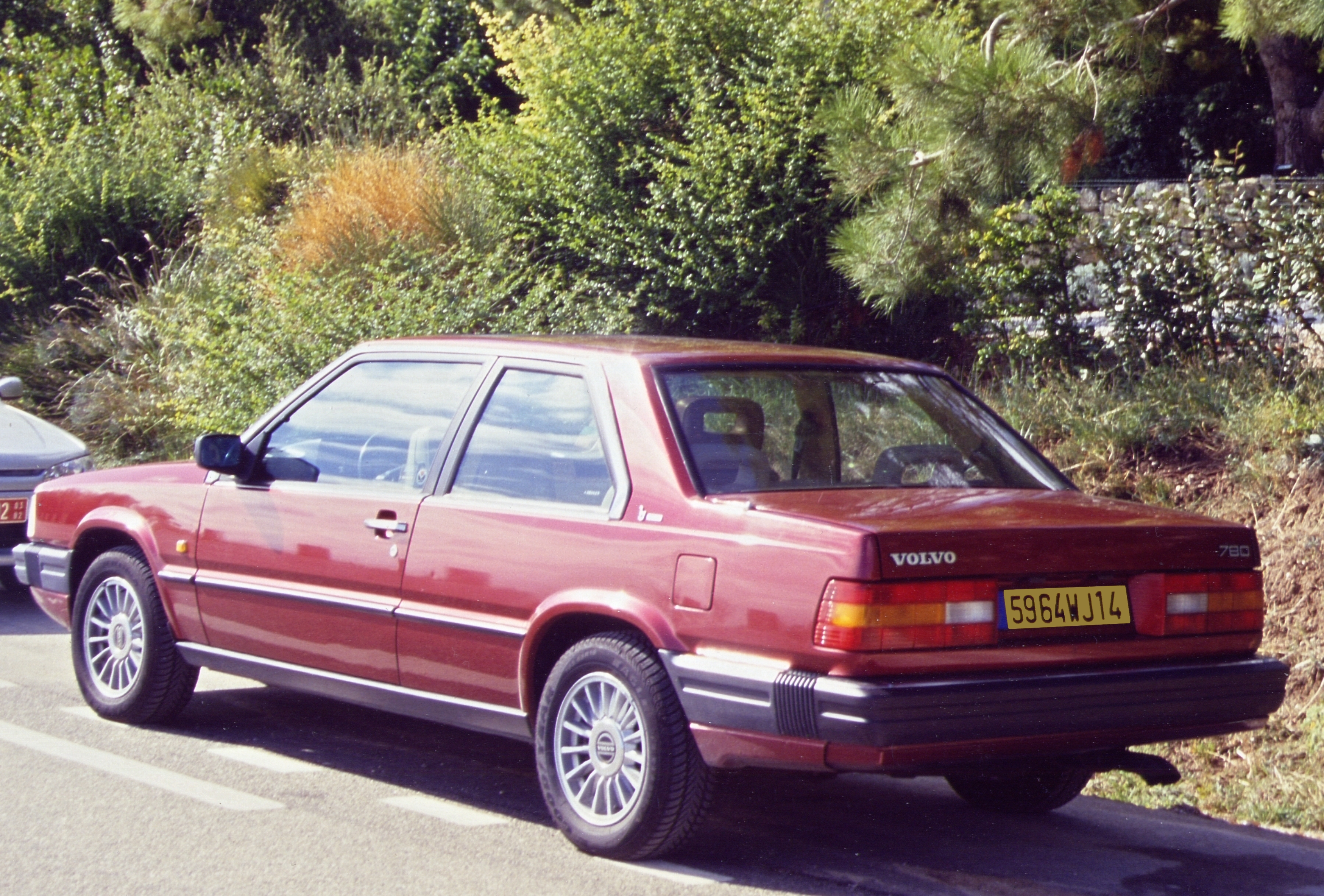
Heckansicht
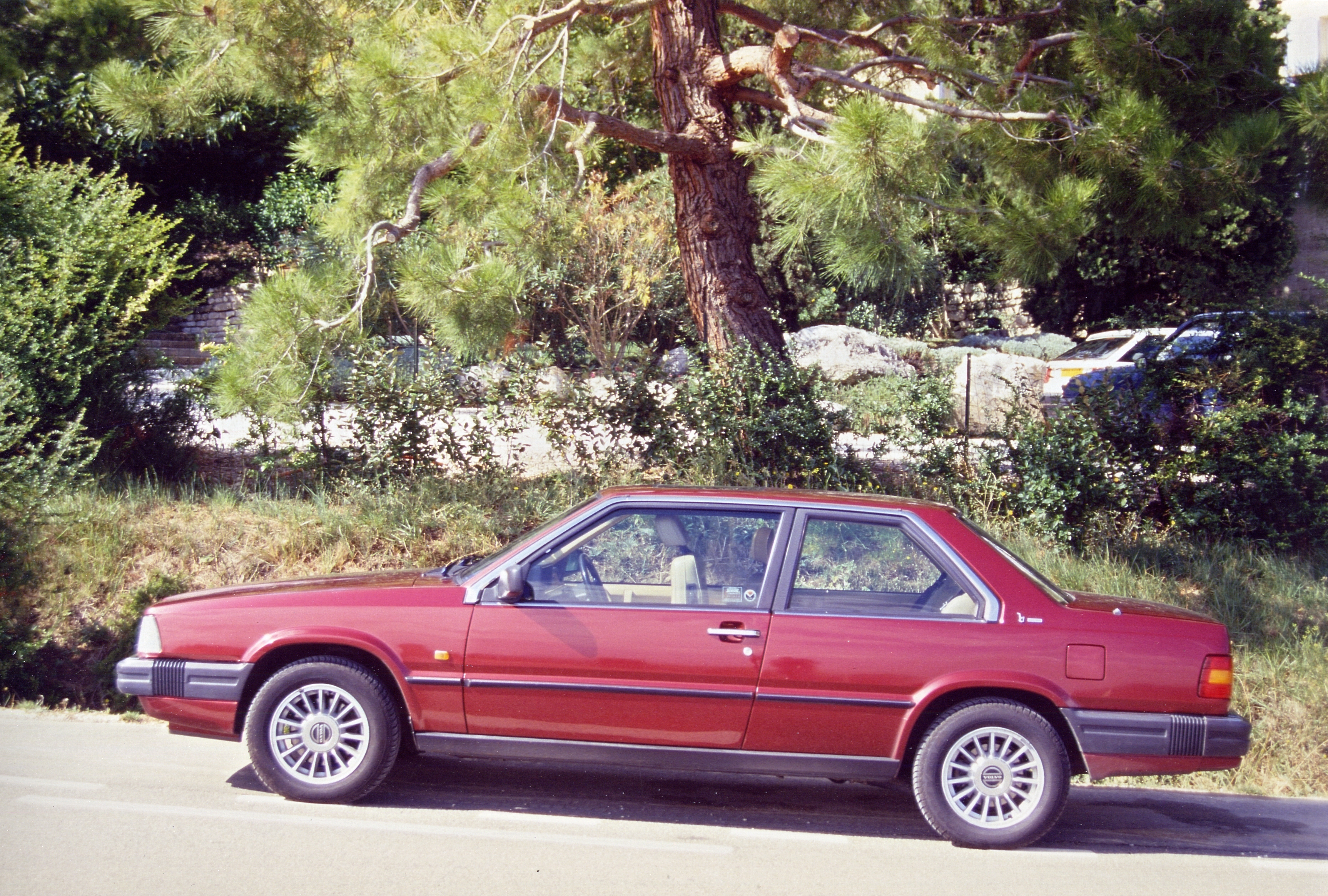
Seitenansicht
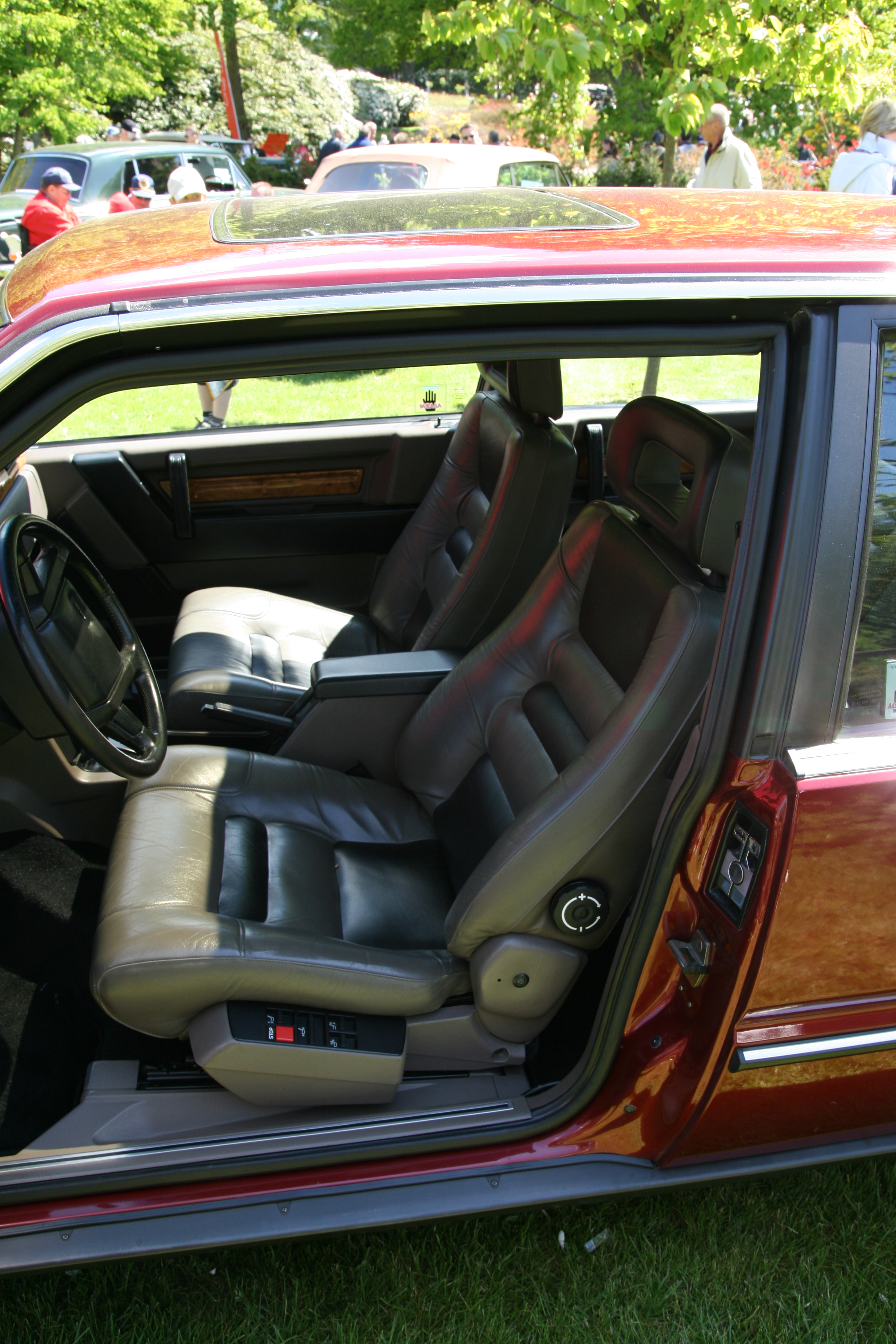
Innenraum
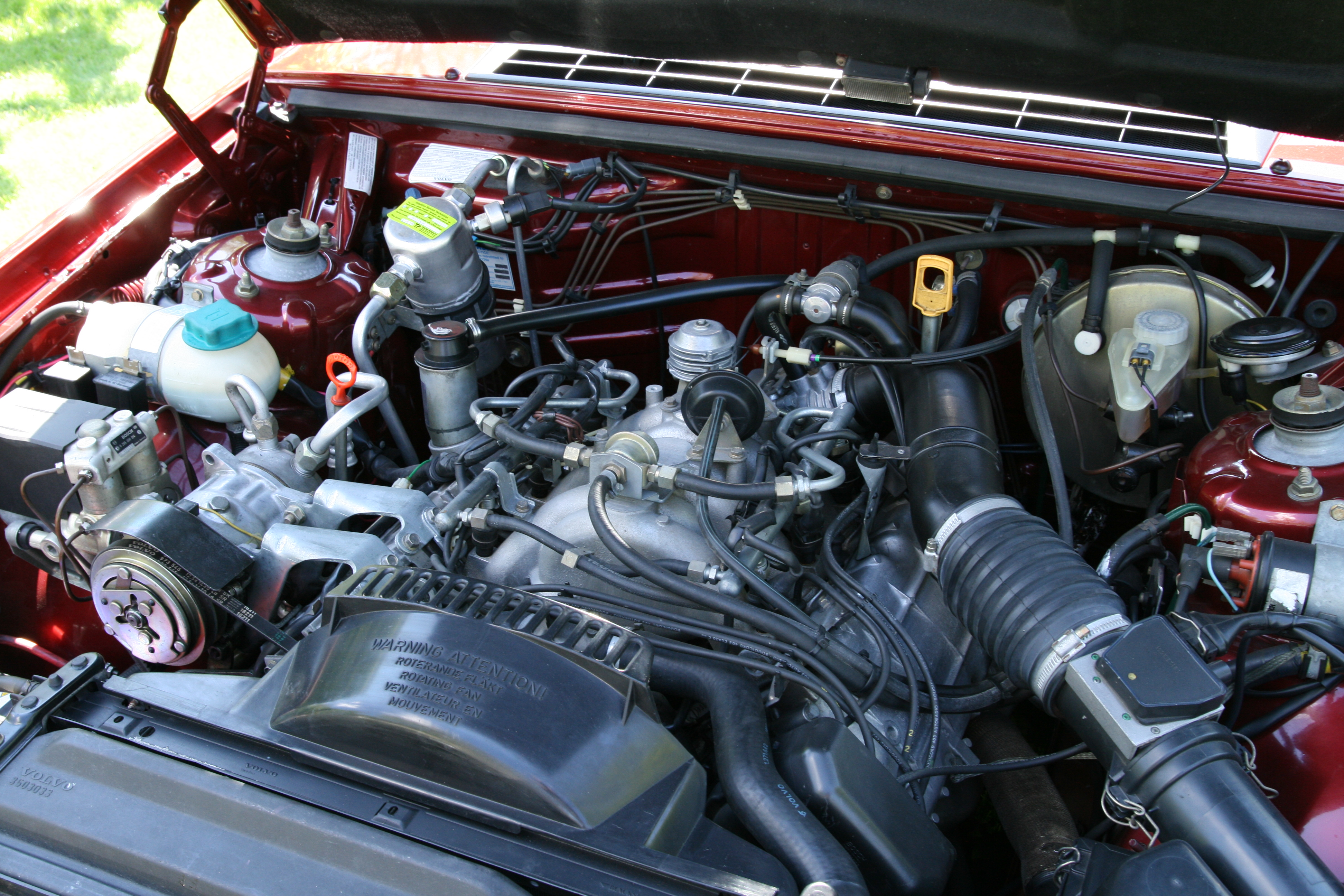
Motorraum mit 6-Zylindermotor B280F